# Acacia stenoptera
Acacia stenoptera är en ärtväxtart som beskrevs av George Bentham. Acacia stenoptera ingår i släktet akacior, och familjen ärtväxter. Inga underarter finns listade i Catalogue of Life.

## Bildgalleri

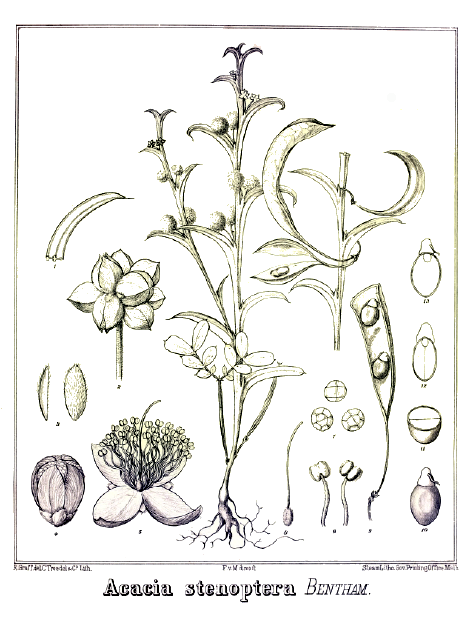
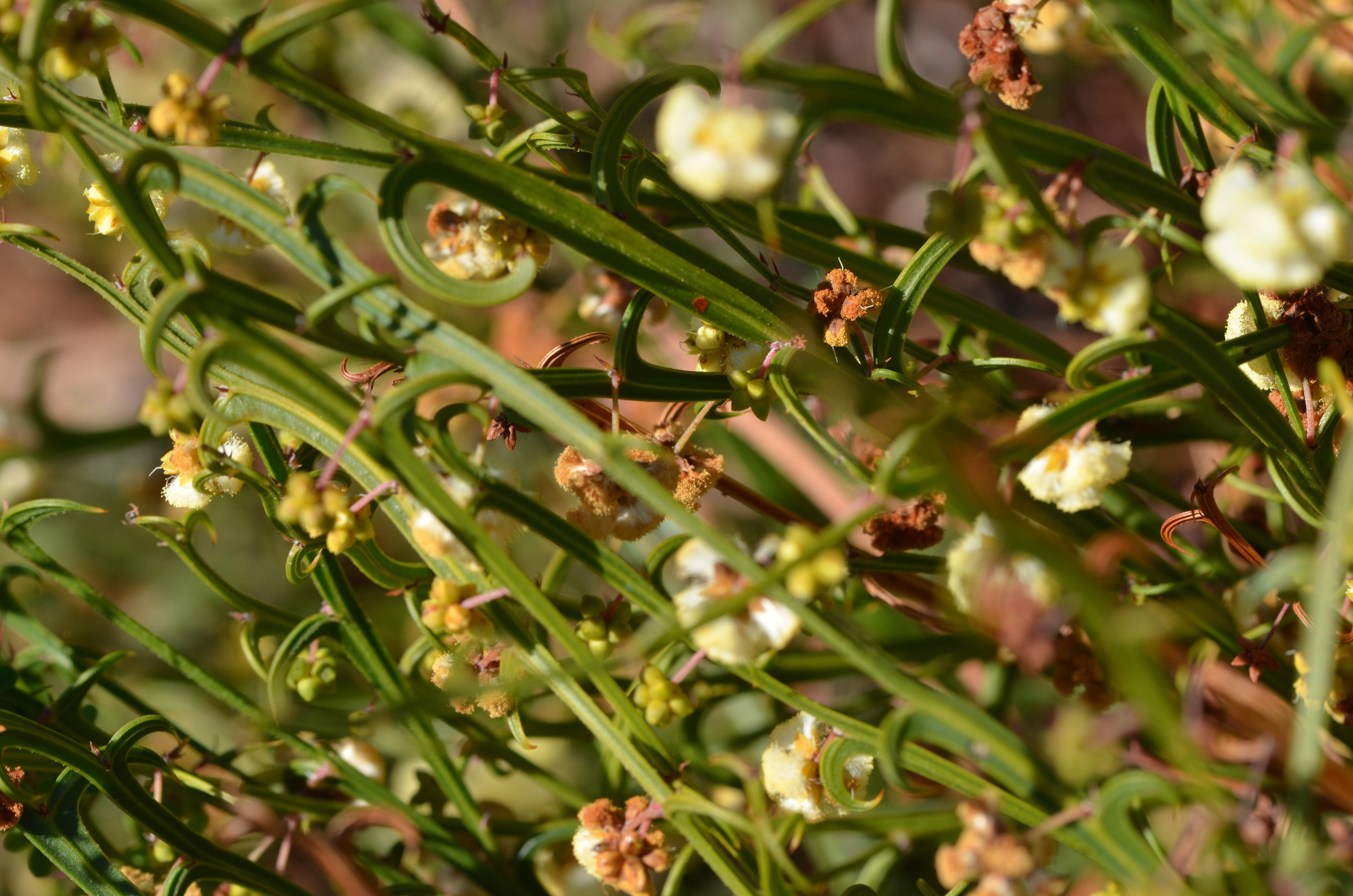